# McPherson Range

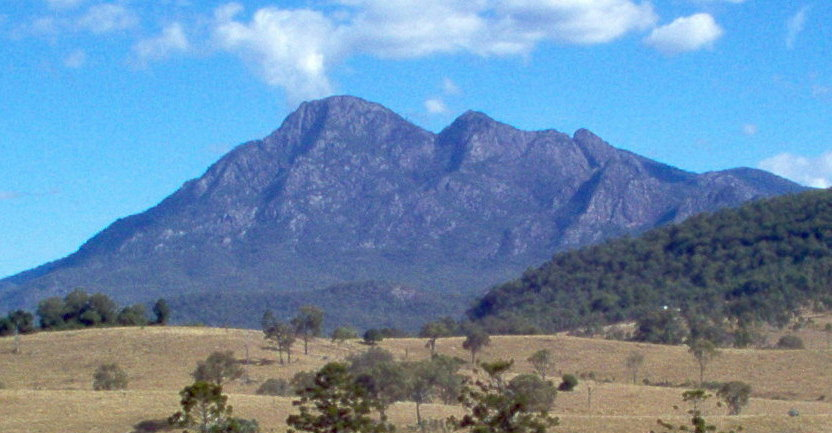
Die Doppelspitze des Mount Barney

Die McPherson Range ist ein australischer Gebirgszug, der etwa 630 km nordöstlich von Sydney in New South Wales liegt.

## Lage und Beschreibung
Die McPherson Range erstreckt sich in östlicher Richtung als Teil der Great Dividing Range von Wallangarra bis zur Pazifikküste. Gegenüber der Küste erstreckt sich der Gebirgszug weiter bis in die Border Ranges und weiter bis in ein weiteres Bergland, das durch den Tweed Volcano geformt wurde. An der Grenze von New South Wales und Queensland bildet das Gebirge einen Teil des Scenic Rim. Im Westen des McPherson Range befindet sich die Main Range.
Im McPherson-Gebirge befinden sich mehrere Nationalparks, wie beispielsweise der Mount-Barney-Nationalpark, Border-Ranges-Nationalpark und Lamington-Nationalpark, neben weiteren Parks, die Bestandteil der Gondwana-Regenwäldern Australiens und als UNESCO-Welterbe gelistet sind.
Die Eisenbahnstrecke Brisbane-Sydney und die Lions Road überwinden das Gebirge unter Ausnutzung von Klüften durch die Richmond Gap, wie auch der Mount Lindesay Highway und die Nerang-Murwillumbah-Road. Eine weitere Passage durch die Teviot Gap bildet die Straße nahe dem Wilson’s Peak zwischen Boonah und Killarney.

## Geschichte
Das Gebirge wurde von den Weißen erstmals auf einer Expedition von Allan Cunningham und Patrick Logan betreten, als sie einen Weg zu den Darling Downs von der neu geschaffenen Sträflingskolonie an der Moreton Bay suchten. Logan bestieg den Mount Barney, den höchsten Berg des Gebirges mit einer Höhe 1359 m, von dem er annahm, dass es der Mount Warning sei. Auf dem Gipfel sah er den Mount Warning weiter südlich und erkannte, dass es sich hier um ein anderes Gebirge handelte, und gab ihm den Namen McPherson Range, nach Major Duncan McPherson. Logan benannte auch den Wilsons Peak und Mount Shadforth, der heute Mount Toowoonan genannt wird.

## Flora und Fauna

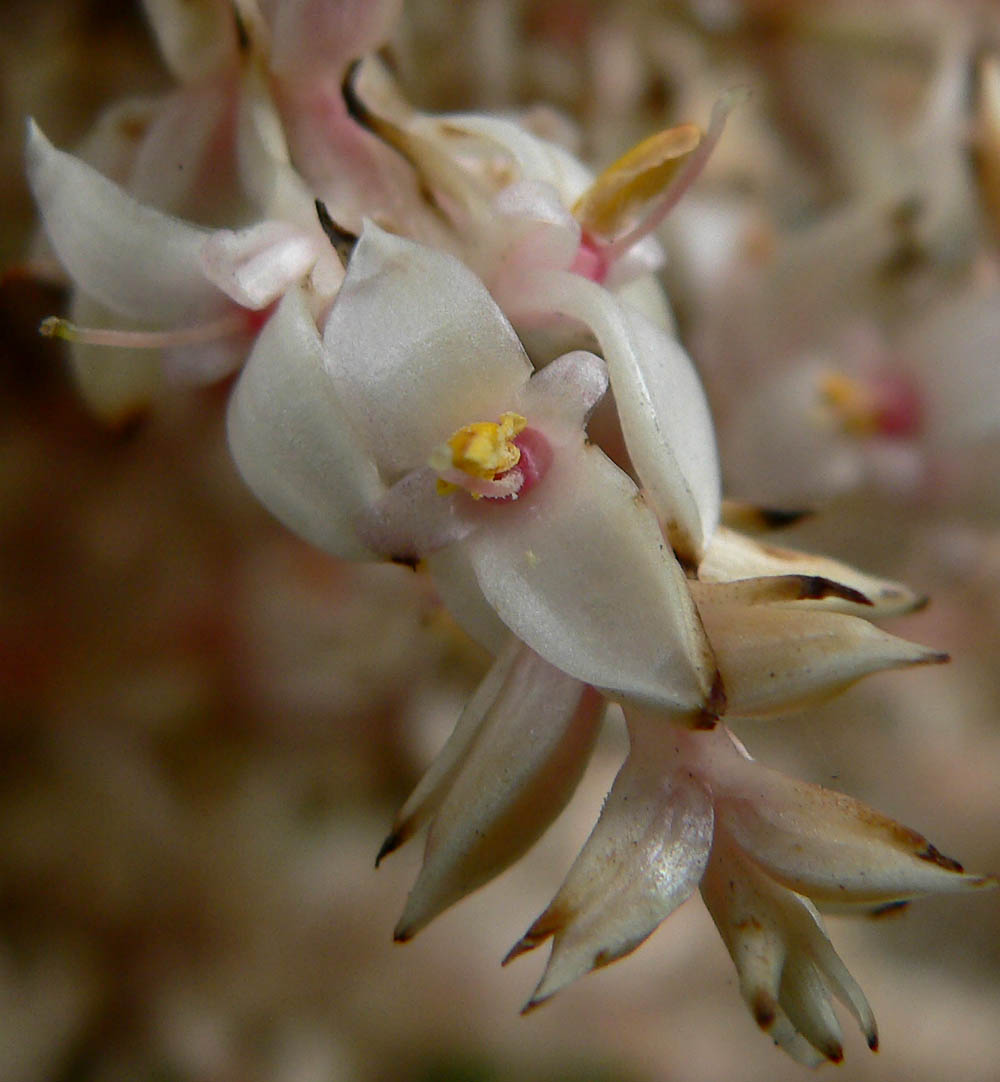
Helmholtzia glaberrima

Der subtropische Regenwald im Gebirge wurde nie durch Buschfeuer zerstört und in ihm finden sich 20 Gesteins- und drei epiphytische Orchideenarten. Die Stream Lily ist eine beständige Pflanze, die entlang der Bäche und Schluchten des Gebirges wächst. Der einzigartige Lamington Spiny Crayfish hat sich in weißer Farbe in den Tälern des Gebirges von New South Wales und in blauer Farbe in Queensland entwickelt. Die Regenwälder enthalten bedeutende Populationen des gefährdeten Rufous Scrub-bird und von Albert’s Lyrebird, beide in begrenzten Gebieten des südöstlichen Queensland und nordöstlichen New South Wales.

## Tourismus

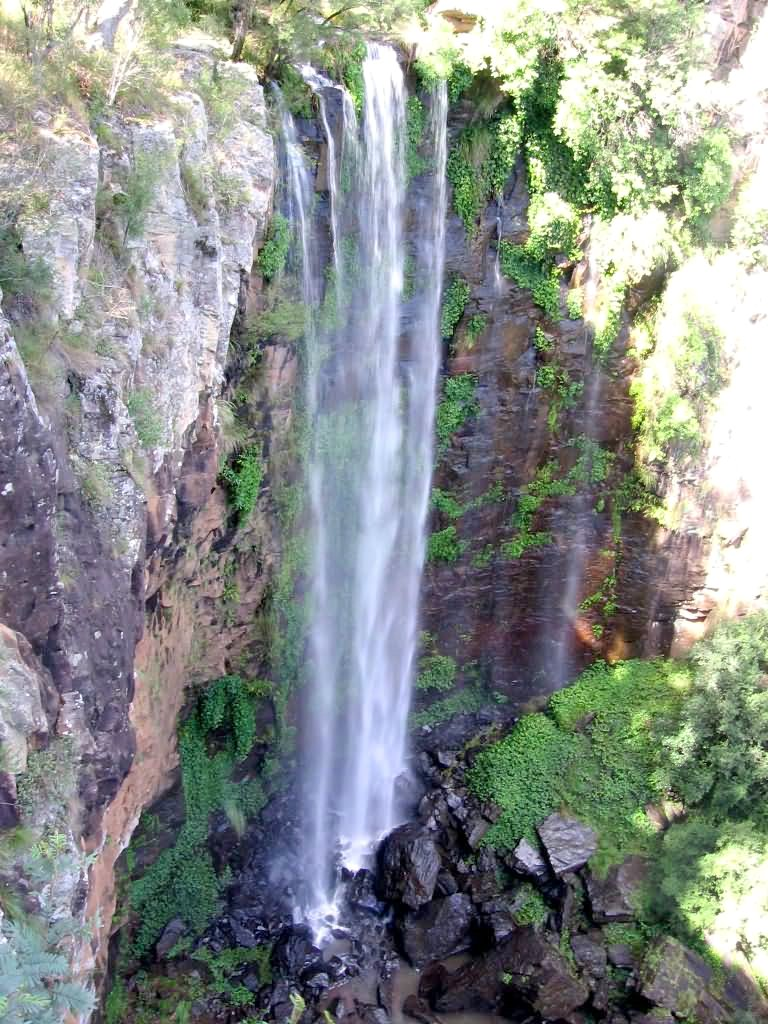
Queen Mary Falls

Der Wilsons Peak bildet den Schnittpunkt von Great Dividing Range und der McPherson Range. Dieser Berg wird wegen seiner Wasserfälle, wie Teviot Falls, Queen Mary Falls, Daggs Falls, Browns Falls und Upper Browns Falls, häufig von Erholungssuchenden aufgesucht.

## Sonstiges
Im McPherson-Gebirge stürzte am 19. Februar 1937 ein Flugzeug, eine Stinson VH-UHH, auf dem Flug von Brisbane nach Sydney ab. Bernard O’Reilly, ein Buschmann und Autor, machte sich allein auf den Weg, um Überlebende zu finden. Am zweiten Tag seiner Suche fand er Wrackteile und zwei ausgezehrte und schwer verletzte Überlebende, neun Tage nach dem Absturz. Den dritten Überlebenden, der Hilfe holen wollte, fand er später tot auf. Vier der Insassen des Flugzeugs waren durch den Absturz sofort ums Leben gekommen. O’Reilly marschierte 16 km durch den dichten und schwer zugänglichen Wald zurück und rettete die Überlebenden mit einer Rettungsmannschaft am folgenden Tag. Er wurde für seine Zivilcourage in Australien berühmt und erhielt für die Albert-Medaille, die höchste Auszeichnung für Zivilisten.
Der australische Wahlkreis McPherson wurde nach dem Gebirge benannt.